# Crnomorska Sovjetska Republika
Crnomorska Sovjetska Republika je bila republika RSFSR-a unutar teritorija koje je odgovaralo nekadašnjoj Crnomorskoj guberniji carske Rusije.
Sjedište ove republike se nalazilo u Novorosijsku. Trajala je od ožujka do svibnja 1918. godine.
Poslije toga je pripojena Kubansko-crnomorskoj Sovjetskoj Republici.